# Базен у Гружу
Базен у Гружу је олимпијски базен смештен у Гружу, градском насељу Дубровника. Састоји се од базена олимпијских димензија 50x25 метара и 2,5 метара дубине, малог базена за распливавање димензија 18x4 метара и теретане.
Капацитет базена износи 2.500 седећих места, али се капацитет може повећати на око 3.000 додавањем монтажних трибина. Дворану користе ВК Југ, ПК Југ и ЖВК Југ.

## Историја
Градња базена започела је крајем педесетих година 20. века, а довршена 1961. године. Свечано отварање базена је било 4. јула 1961. године.
Базен је дуго времена био без крова и седишта, па се приступило реконструкцији. 15. марта 2005. након делимичне реконструкције базен је поново отворен. Након реновирања базен је опремљен удобним седиштима и помичним кровом којег је могуће отварати и затварати.
Базен је био један од домаћина европског првенства у ватерполу за мушкарце 2024. године.